# Tournoi de tennis de Luxembourg
Le tournoi de Luxembourg est un tournoi de tennis féminin du circuit professionnel WTA. Il est organisé à Kockelscheuer.
Depuis 1996, il est organisé chaque année, en automne, sur dur et en salle.
Avec cinq succès, dont trois consécutifs de 2001 à 2003, la Belge Kim Clijsters détient le record de titres en simple.
Un tournoi masculin a également été organisé à Luxembourg en avril 1984. Il a été joué à l'intérieur sur moquette. C'est le Tchécoslovaque Ivan Lendl qui a remporté cette seule édition.
Un tournoi de catégorie Challenger a eu lieu à Luxembourg en 2004 et 2005 avec une dotation spéciale de 150 000$ (+H), cas unique sur ce circuit. Le vainqueur Joachim Johansson est classé 12e mondial lors du tournoi, ce qui fait de lui le joueur le mieux classé ayant disputé un tournoi Challenger. Parmi les principaux participants, figurent également Florian Mayer, Greg Rusedski et Jiří Novák. En 2005, les têtes d'affiche sont les frères Olivier et Christophe Rochus, ainsi que Jarkko Nieminen.

## Palmarès dames

### Simple
| No | Date       | Nom et lieu du tournoi                              | Catégorie                                           | Dotation                                            | Surface                                             | Vainqueure                                          | Finaliste                                           | Score                                               |                                                     |
| -- | ---------- | --------------------------------------------------- | --------------------------------------------------- | --------------------------------------------------- | --------------------------------------------------- | --------------------------------------------------- | --------------------------------------------------- | --------------------------------------------------- | --------------------------------------------------- |
| 1  | 21-10-1996 | SEAT Open, Luxembourg                               | Tier III                                            | 164 250 $                                           | Moquette (int.)                                     | Anke Huber                                          | Karina Habšudová                                    | 6-3, 6-0                                            | Tableau                                             |
| 2  | 20-10-1997 | SEAT Open, Luxembourg                               | Tier III                                            | 164 250 $                                           | Moquette (int.)                                     | Amanda Coetzer                                      | Barbara Paulus                                      | 6-4, 3-6, 7-5                                       | Tableau                                             |
| 3  | 26-10-1998 | SEAT Open, Luxembourg                               | Tier III                                            | 164 250 $                                           | Moquette (int.)                                     | Mary Pierce                                         | Silvia Farina                                       | 6-0, 2-0, ab.                                       | Tableau                                             |
| 4  | 20-09-1999 | SEAT Open, Luxembourg                               | Tier III                                            | 180 000 $                                           | Moquette (int.)                                     | Kim Clijsters                                       | Dominique Monami                                    | 6-2, 6-2                                            | Tableau                                             |
| 5  | 25-09-2000 | SEAT Open, Luxembourg                               | Tier III                                            | 170 000 $                                           | Moquette (int.)                                     | Jennifer Capriati                                   | Magdalena Maleeva                                   | 4-6, 6-1, 6-4                                       | Tableau                                             |
| 6  | 22-10-2001 | SEAT Open, Luxembourg                               | Tier III                                            | 170 000 $                                           | Dur (int.)                                          | Kim Clijsters                                       | Lisa Raymond                                        | 6-2, 6-2                                            | Tableau                                             |
| 7  | 21-10-2002 | SEAT Open, Luxembourg                               | Tier III                                            | 225 000 $                                           | Dur (int.)                                          | Kim Clijsters                                       | Magdalena Maleeva                                   | 6-1, 6-2                                            | Tableau                                             |
| 8  | 20-10-2003 | SEAT Open, Luxembourg                               | Tier III                                            | 225 000 $                                           | Dur (int.)                                          | Kim Clijsters                                       | Chanda Rubin                                        | 6-2, 7-5                                            | Tableau                                             |
| 9  | 25-10-2004 | SEAT Open, Luxembourg                               | Tier III                                            | 225 000 $                                           | Dur (int.)                                          | Alicia Molik                                        | Dinara Safina                                       | 6-3, 6-4                                            | Tableau                                             |
| 10 | 26-09-2005 | FORTIS Championships, Luxembourg                    | Tier II                                             | 585 000 $                                           | Dur (int.)                                          | Kim Clijsters                                       | Anna-Lena Grönefeld                                 | 6-2, 6-4                                            | Tableau                                             |
| 11 | 25-09-2006 | FORTIS Championships, Luxembourg                    | Tier II                                             | 600 000 $                                           | Dur (int.)                                          | Alona Bondarenko                                    | Francesca Schiavone                                 | 6-3, 6-2                                            | Tableau                                             |
| 12 | 24-09-2007 | FORTIS Championships, Luxembourg                    | Tier II                                             | 600 000 $                                           | Dur (int.)                                          | Ana Ivanović                                        | Daniela Hantuchová                                  | 3-6, 6-4, 6-4                                       | Tableau                                             |
| 13 | 20-10-2008 | FORTIS Championships, Luxembourg                    | Tier III                                            | 225 000 $                                           | Dur (int.)                                          | Elena Dementieva                                    | Caroline Wozniacki                                  | 2-6, 6-4, 7-64                                      | Tableau                                             |
| 14 | 19-10-2009 | BGL Open, Luxembourg                                | Intern'l                                            | 220 000 $                                           | Dur (int.)                                          | Timea Bacsinszky                                    | Sabine Lisicki                                      | 6-2, 7-5                                            | Tableau                                             |
| 15 | 18-10-2010 | BGL Open, Luxembourg                                | Intern'l                                            | 220 000 $                                           | Dur (int.)                                          | Roberta Vinci                                       | Julia Görges                                        | 6-3, 6-4                                            | Tableau                                             |
| 16 | 17-10-2011 | BGL BNP Paribas Open, Luxembourg                    | Intern'l                                            | 220 000 $                                           | Dur (int.)                                          | Victoria Azarenka                                   | Monica Niculescu                                    | 6-2, 6-2                                            | Tableau                                             |
| 17 | 15-10-2012 | BGL BNP Paribas Open, Luxembourg                    | Intern'l                                            | 220 000 $                                           | Dur (int.)                                          | Venus Williams                                      | Monica Niculescu                                    | 6-2, 6-3                                            | Tableau                                             |
| 18 | 14-10-2013 | BGL BNP Paribas Open, Luxembourg                    | Intern'l                                            | 235 000 $                                           | Dur (int.)                                          | Caroline Wozniacki                                  | Annika Beck                                         | 6-2, 6-2                                            | Tableau                                             |
| 19 | 13-10-2014 | BGL BNP Paribas Open, Luxembourg                    | Intern'l                                            | 226 750 $                                           | Dur (int.)                                          | Annika Beck                                         | Barbora Z. Strýcová                                 | 6-2, 6-1                                            | Tableau                                             |
| 20 | 19-10-2015 | BGL BNP Paribas Open, Luxembourg                    | Intern'l                                            | 226 750 $                                           | Dur (int.)                                          | Misaki Doi                                          | Mona Barthel                                        | 6-4, 6-77, 6-0                                      | Tableau                                             |
| 21 | 17-10-2016 | BGL BNP Paribas Open, Luxembourg                    | Intern'l                                            | 226 750 $                                           | Dur (int.)                                          | Monica Niculescu                                    | Petra Kvitová                                       | 6-4, 6-0                                            | Tableau                                             |
| 22 | 16-10-2017 | BGL BNP Paribas Open, Luxembourg                    | Intern'l                                            | 226 750 $                                           | Dur (int.)                                          | Carina Witthöft                                     | Mónica Puig                                         | 6-3, 7-5                                            | Tableau                                             |
| 23 | 15-10-2018 | BGL BNP Paribas Open, Luxembourg                    | Intern'l                                            | 226 750 $                                           | Dur (int.)                                          | Julia Görges                                        | Belinda Bencic                                      | 6-4, 7-5                                            | Tableau                                             |
| 24 | 14-10-2019 | BGL BNP Paribas Open, Luxembourg                    | Intern'l                                            | 226 750 $                                           | Dur (int.)                                          | Jeļena Ostapenko                                    | Julia Görges                                        | 6-4, 6-1                                            | Tableau                                             |
|    | 2020       | Tournoi annulé en raison de la pandémie de Covid-19 | Tournoi annulé en raison de la pandémie de Covid-19 | Tournoi annulé en raison de la pandémie de Covid-19 | Tournoi annulé en raison de la pandémie de Covid-19 | Tournoi annulé en raison de la pandémie de Covid-19 | Tournoi annulé en raison de la pandémie de Covid-19 | Tournoi annulé en raison de la pandémie de Covid-19 | Tournoi annulé en raison de la pandémie de Covid-19 |
| 25 | 13-09-2021 | BGL BNP Paribas Luxembourg Open 2021, Luxembourg    | WTA 250                                             | 235 238 $                                           | Dur (int.)                                          | Clara Tauson                                        | Jeļena Ostapenko                                    | 6-3, 4-6, 6-4                                       | Tableau                                             |

### Double
| No | Date       | Nom et lieu du tournoi                              | Catégorie                                           | Dotation                                            | Surface                                             | Vainqueures                                         | Finalistes                                          | Score                                               |                                                     |
| -- | ---------- | --------------------------------------------------- | --------------------------------------------------- | --------------------------------------------------- | --------------------------------------------------- | --------------------------------------------------- | --------------------------------------------------- | --------------------------------------------------- | --------------------------------------------------- |
| 1  | 21-10-1996 | SEAT Open Luxembourg                                | Tier III                                            | 164 250 $                                           | Moquette (int.)                                     | Kristie Boogert Nathalie Tauziat                    | Barbara Rittner Dominique Monami                    | 2-6, 6-4, 6-2                                       | Tableau                                             |
| 2  | 20-10-1997 | SEAT Open Luxembourg                                | Tier III                                            | 164 250 $                                           | Moquette (int.)                                     | Larisa Neiland Helena Suková                        | Meike Babel Laurence Courtois                       | 6-2, 6-4                                            | Tableau                                             |
| 3  | 26-10-1998 | SEAT Open Luxembourg                                | Tier III                                            | 164 250 $                                           | Moquette (int.)                                     | Elena Likhovtseva Ai Sugiyama                       | Larisa Neiland Elena Tatarkova                      | 6-7, 6-3, 2-0, ab.                                  | Tableau                                             |
| 4  | 20-09-1999 | SEAT Open Luxembourg                                | Tier III                                            | 180 000 $                                           | Moquette (int.)                                     | Irina Spîrlea Caroline Vis                          | Tina Križan Katarina Srebotnik                      | 6-1, 6-2                                            | Tableau                                             |
| 5  | 25-09-2000 | SEAT Open Luxembourg                                | Tier III                                            | 170 000 $                                           | Moquette (int.)                                     | Alexandra Fusai Nathalie Tauziat                    | Lioubomira Batcheva Cristina Torrens                | 6-3, 7-60                                           | Tableau                                             |
| 6  | 22-10-2001 | SEAT Open Luxembourg                                | Tier III                                            | 170 000 $                                           | Dur (int.)                                          | Elena Bovina Daniela Hantuchová                     | Bianka Lamade Patty Schnyder                        | 6-3, 6-3                                            | Tableau                                             |
| 7  | 21-10-2002 | SEAT Open Luxembourg                                | Tier III                                            | 225 000 $                                           | Dur (int.)                                          | Kim Clijsters Janette Husárová                      | Květa Hrdličková Barbara Rittner                    | 4-6, 6-3, 7-5                                       | Tableau                                             |
| 8  | 20-10-2003 | SEAT Open Luxembourg                                | Tier III                                            | 225 000 $                                           | Dur (int.)                                          | Maria Sharapova Tamarine Tanasugarn                 | Elena Tatarkova Marlene Weingärtner                 | 6-1, 6-4                                            | Tableau                                             |
| 9  | 25-10-2004 | SEAT Open Luxembourg                                | Tier III                                            | 225 000 $                                           | Dur (int.)                                          | Virginia Ruano Pascual Paola Suárez                 | Jill Craybas Marlene Weingärtner                    | 6-1, 6-71, 6-3                                      | Tableau                                             |
| 10 | 26-09-2005 | FORTIS Championships Luxembourg                     | Tier II                                             | 585 000 $                                           | Dur (int.)                                          | Lisa Raymond Samantha Stosur                        | Cara Black Rennae Stubbs                            | 7-5, 6-1                                            | Tableau                                             |
| 11 | 25-09-2006 | FORTIS Championships Luxembourg                     | Tier II                                             | 600 000 $                                           | Dur (int.)                                          | Květa Peschke Francesca Schiavone                   | Anna-Lena Grönefeld Liezel Huber                    | 2-6, 6-4, 6-1                                       | Tableau                                             |
| 12 | 24-09-2007 | FORTIS Championships Luxembourg                     | Tier II                                             | 600 000 $                                           | Dur (int.)                                          | Iveta Benešová Janette Husárová                     | Victoria Azarenka Shahar Peer                       | 6-4, 6-2                                            | Tableau                                             |
| 13 | 20-10-2008 | FORTIS Championships Luxembourg                     | Tier III                                            | 225 000 $                                           | Dur (int.)                                          | Sorana Cîrstea Marina Erakovic                      | Vera Dushevina Mariya Koryttseva                    | 2-6, 6-3, [10-8]                                    | Tableau                                             |
| 14 | 19-10-2009 | BGL Open Luxembourg                                 | Intern'l                                            | 220 000 $                                           | Dur (int.)                                          | Iveta Benešová Barbora Z. Strýcová                  | Vladimíra Uhlířová Renata Voráčová                  | 1-6, 6-0, [10-7]                                    | Tableau                                             |
| 15 | 18-10-2010 | BGL Open Luxembourg                                 | Intern'l                                            | 220 000 $                                           | Dur (int.)                                          | Timea Bacsinszky Tathiana Garbin                    | Iveta Benešová Barbora Z. Strýcová                  | 6-4, 6-4                                            | Tableau                                             |
| 16 | 17-10-2011 | BGL BNP Paribas Open Luxembourg                     | Intern'l                                            | 220 000 $                                           | Dur (int.)                                          | Iveta Benešová Barbora Z. Strýcová                  | Lucie Hradecká Ekaterina Makarova                   | 7-5, 6-3                                            | Tableau                                             |
| 17 | 15-10-2012 | BGL BNP Paribas Open Luxembourg                     | Intern'l                                            | 220 000 $                                           | Dur (int.)                                          | Andrea Hlaváčková Lucie Hradecká                    | Irina-Camelia Begu Monica Niculescu                 | 6-3, 6-4                                            | Tableau                                             |
| 18 | 14-10-2013 | BGL BNP Paribas Open Luxembourg                     | Intern'l                                            | 235 000 $                                           | Dur (int.)                                          | Stephanie Vogt Yanina Wickmayer                     | Kristina Barrois Laura Thorpe                       | 7-62, 6-4                                           | Tableau                                             |
| 19 | 13-10-2014 | BGL BNP Paribas Open Luxembourg                     | Intern'l                                            | 226 750 $                                           | Dur (int.)                                          | Timea Bacsinszky Kristina Barrois                   | Lucie Hradecká Barbora Krejčíková                   | 3-6, 6-4, [10-4]                                    | Tableau                                             |
| 20 | 19-10-2015 | BGL BNP Paribas Open Luxembourg                     | Intern'l                                            | 226 750 $                                           | Dur (int.)                                          | Mona Barthel Laura Siegemund                        | Anabel Medina Arantxa Parra Santonja                | 6-2, 7-62                                           | Tableau                                             |
| 21 | 17-10-2016 | BGL BNP Paribas Open Luxembourg                     | Intern'l                                            | 226 750 $                                           | Dur (int.)                                          | Kiki Bertens Johanna Larsson                        | Monica Niculescu Patricia Maria Țig                 | 4-6, 7-5, [11-9]                                    | Tableau                                             |
| 22 | 16-10-2017 | BGL BNP Paribas Open Luxembourg                     | Intern'l                                            | 226 750 $                                           | Dur (int.)                                          | Lesley Kerkhove Lidziya Marozava                    | Eugenie Bouchard Kirsten Flipkens                   | 64-7, 6-4, [10-6]                                   | Tableau                                             |
| 23 | 15-10-2018 | BGL BNP Paribas Open Luxembourg                     | Intern'l                                            | 226 750 $                                           | Dur (int.)                                          | Greet Minnen Alison Van Uytvanck                    | Vera Lapko Mandy Minella                            | 7-63, 6-2                                           | Tableau                                             |
| 24 | 14-10-2019 | BGL BNP Paribas Open Luxembourg                     | Intern'l                                            | 226 750 $                                           | Dur (int.)                                          | Cori Gauff Catherine McNally                        | Kaitlyn Christian Alexa Guarachi                    | 6-2, 6-2                                            | Tableau                                             |
|    | 2020       | Tournoi annulé en raison de la pandémie de Covid-19 | Tournoi annulé en raison de la pandémie de Covid-19 | Tournoi annulé en raison de la pandémie de Covid-19 | Tournoi annulé en raison de la pandémie de Covid-19 | Tournoi annulé en raison de la pandémie de Covid-19 | Tournoi annulé en raison de la pandémie de Covid-19 | Tournoi annulé en raison de la pandémie de Covid-19 | Tournoi annulé en raison de la pandémie de Covid-19 |
| 25 | 13-09-2021 | BGL BNP Paribas Luxembourg Open 2021 Luxembourg     | WTA 250                                             | 235 238 $                                           | Dur (int.)                                          | Greet Minnen Alison Van Uytvanck                    | Kimberley Zimmermann Erin Routliffe                 | 6-3, 6-3                                            | Tableau                                             |

## Palmarès messieurs

### Simple
| No | Date       | Nom et lieu du tournoi      | Catégorie  | Dotation  | Surface         | Vainqueur         | Finaliste      | Score         |  |
| -- | ---------- | --------------------------- | ---------- | --------- | --------------- | ----------------- | -------------- | ------------- |  |
| 1  | 09-04-1984 | Luxembourg Open, Luxembourg | Grand Prix | 200 000 $ | Moquette (int.) | Ivan Lendl        | Tomáš Šmíd     | 6-4, 6-4      |  |
| 2  | 22-11-2004 | Mobilux Open, Luxembourg    | Challenger | 150 000 $ | Dur (int.)      | Joachim Johansson | Grégory Carraz | 7-63, 7-5     |  |
| 3  | 21-11-2005 | Mobilux Open, Luxembourg    | Challenger | 150 000 $ | Dur (int.)      | Christophe Rochus | George Bastl   | 6-2, 3-6, 6-1 |  |

### Double
| No | Date       | Nom et lieu du tournoi      | Catégorie  | Dotation  | Surface         | Vainqueurs                  | Finalistes                       | Score          |  |
| -- | ---------- | --------------------------- | ---------- | --------- | --------------- | --------------------------- | -------------------------------- | -------------- |  |
| 1  | 09-04-1984 | Luxembourg Open, Luxembourg | Grand Prix | 200 000 $ | Moquette (int.) | Anders Järryd Tomáš Šmíd    | Mark Edmondson Sherwood Stewart  | 6-3, 7-5       |  |
| 2  | 22-11-2004 | Mobilux Open, Luxembourg    | Challenger | 150 000 $ | Dur (int.)      | Massimo Bertolini Petr Luxa | Karsten Braasch Michael Kohlmann | 7-64, 4-6, 6-3 |  |
| 3  | 21-11-2005 | Mobilux Open, Luxembourg    | Challenger | 150 000 $ | Dur (int.)      | Eric Butorac Chris Drake    | Robert Lindstedt Rogier Wassen   | 4-6, 6-3, 6-4  |  |